# Elbing (Kansas)
Elbing és una població dels Estats Units a l'estat de Kansas. Segons el cens del 2000 tenia 218 habitants.

## Demografia
Segons el cens del 2000, Elbing tenia 218 habitants, 73 habitatges, i 62 famílies. La densitat de població era de 495,1 habitants/km².
Dels 73 habitatges en un 43,8% hi vivien nens de menys de 18 anys, en un 79,5% hi vivien parelles casades, en un 5,5% dones solteres, i en un 13,7% no eren unitats familiars. En l'11% dels habitatges hi vivien persones soles el 6,8% de les quals corresponia a persones de 65 anys o més que vivien soles. El nombre mitjà de persones vivint en cada habitatge era de 2,99 i el nombre mitjà de persones que vivien en cada família era de 3,27.
Per edats la població es repartia de la següent manera: un 35,8% tenia menys de 18 anys, un 3,2% entre 18 i 24, un 22,9% entre 25 i 44, un 18,3% de 45 a 60 i un 19,7% 65 anys o més.
L'edat mediana era de 38 anys. Per cada 100 dones de 18 o més anys hi havia 89,2 homes.
La renda mediana per habitatge era de 45.417 $ i la renda mediana per família de 49.375 $. Els homes tenien una renda mediana de 40.750 $ mentre que les dones 16.250 $. La renda per capita de la població era de 16.513 $. Cap de les famílies i el 0,8% de la població estaven per davall del llindar de pobresa.

## Poblacions més properes
El següent diagrama mostra les poblacions més properes.